# Секст Веттулен Цивика Помпеян
Секст Веттулен Цивика Помпеян (лат. Sextus Vettulenus Civica Pompeianus) — римский политический деятель первой половины II века.
Его отцом был консул 106 года Секст Веттулен Цивика Цериал, а сводным братом консул 157 года Марк Веттулен Цивика Барбар. В 136 году Помпеян занимал должность ординарного консула вместе с Луцием Элием Цезарем. Больше о нём ничего неизвестно.